# Stephan Brenninkmeijer

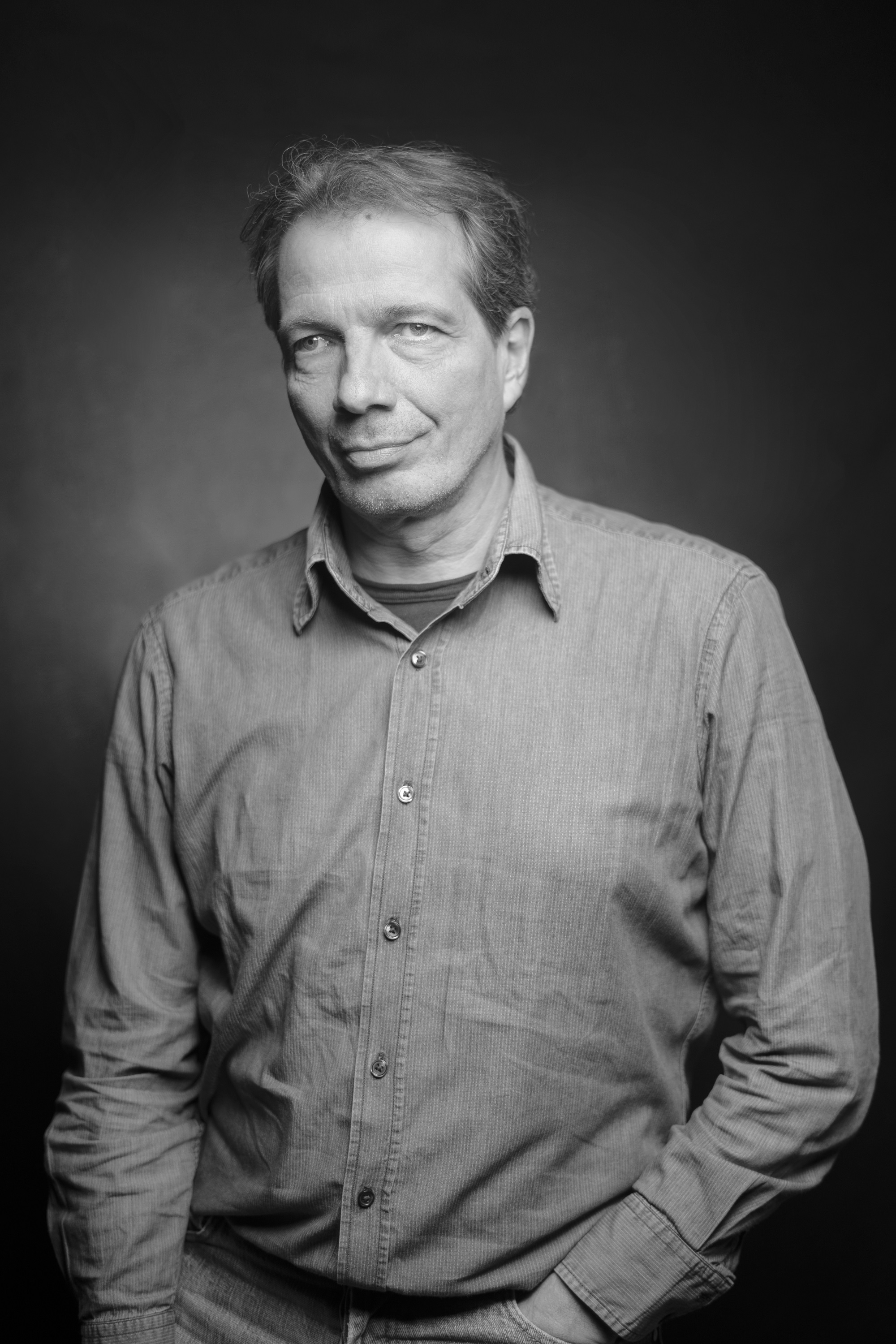
Stephan Brenninkmeijer (2021)

Stephan Brenninkmeijer (* 27. Juni 1964 in Doorwerth) ist ein preisgekrönter niederländischer Filmregisseur, Filmeditor, Drehbuchautor und Filmproduzent.

## Leben und Karriere
Brenninkmeijer ist in Schloss Doorwerth in den Niederlanden geboren und aufgewachsen. Im Alter von acht Jahren zog er mit seiner Familie nach Apeldoorn. Von 1988 bis 1992 studierte er an der niederländischen Filmakademie in Amsterdam.
Obwohl es sein Ziel war, bei Spielfilmen Regie zu führen, begann er zunächst beim Schnitt. 1992 begann seine professionelle Karriere, indem er für Fernsehserien und Filme als Editor tätig war. Er arbeitete mit Regisseuren wie dem Oscarpreisträger Mike van Diem zusammen. Ab 1994 führte er Regie bei einigen Fernsehserien. Im Jahre 2000 führte er Regie bei The Silence of the Soul, der die Auszeichnung Golden Crown Award beim ICVM Festival in Atlanta (USA) gewann. Im selben Jahr führte er Co-Regie bei der Fernsehserie Westenwind, die das niederländische Äquivalent zum Golden Globe gewann.
2002 produzierte er seinen ersten Spielfilm Swingers – Ein unmoralisches Wochenende, bei dem er auch als Regisseur und Autor fungierte. Swingers ist ein Low-Budget Film, der in den Benelux-Ländern im Kino zu sehen war und international verkauft wurde. 2011 war er Regisseur, Produzent und Autor von Caged.
2013 war er Regisseur, Produzent und Autor von Lotgenoten (Schicksalsgenossen). Der Film war Teil des Entertainment Experience, ein Filmprojekt mit nutzergenerierten Inhalten unter Leitung des Regisseurs Paul Verhoeven. Das Projekt gewann 2013 den Internationalen Digitalen Emmy Award.

## Filmografie
- 1994: 12 Steden, 13 ongelukken
- 1996: Tasten in het duister
- 2000: Westenwind
- 2001: The Silence of the Soul
- 2002: Swingers – Ein unmoralisches Wochenende (Swingers)
- 2006: 12:24 A.M. (Kurzfilm)
- 2007: The Italian Connection  (Kurzfilm)
- 2011: Caged
- 2013: Lotgenoten